# Antton Karrera
Antton Karrera Agirrebarrena, también Antonio Carrera Aguirrebarrena, Antxon Karrera o Antxón Carrera (Amézqueta, Guipúzcoa, 1943), es un político del País Vasco (España). Fue miembro de ETA durante la dictadura franquista y uno de los condenados en el Proceso de Burgos. Formó parte de LKI y de Ezker Batua-Berdeak, y posteriormente participó en la creación de Ezker Anitza, el referente en el País Vasco de Izquierda Unida.

## Biografía

### Militante de ETA durante el Franquismo
Karrera perteneció a Euskadi Ta Askatasuna (ETA) durante la dictadura de Francisco Franco. Estudió peritaje agrícola y, según la acusación policial, colaboró con la organización desde 1966 y en noviembre de 1968 se integró en ella como enlace. Durante la segunda mitad de dicho año, ETA ya había cometido sus primeros asesinatos. Karrera se encontraba vinculado fundamentalmente al "frente obrero" de la organización, habiendo participado en la constitución de Comisiones Obreras en Navarra.
En marzo de 1969, Karrera fue detenido junto con otros cuadros de la organización (Jokin Gorostidi, Javier Larena e Itziar Aizpurua). Fue uno de los dieciséis miembros de ETA sentados en el banquillo de acusados durante el Proceso de Burgos en 1970, resultando condenado a doce años y un día por un delito de "rebelión militar". Durante el proceso, ETA secuestró al cónsul alemán Eugen Beihl. Los encausados pudieron reunirse poco antes de comenzar el juicio y condenaron el secuestro, por entender que podía perjudicar a las movilizaciones en curso, crítica en la que coincidían con ETA VI, en la que posteriormente se integraría Karrera. Tras pasar casi siete años encarcelado, Karrera fue excarcelado a principios de 1976, siendo el primer enjuiciado y encarcelado en el proceso de Burgos en salir de prisión. Está casado y tiene un hijo.

### Trayectoria política
Tras su salida de la cárcel reanudó su actividad política y sindical; por un lado, en la Liga Comunista Revolucionaria (LCR-LKI, en la que había confluido ETA VI en 1973), de la que se convirtió en uno de sus dirigentes durante los últimos años de la década de los setenta y principios de los ochenta; y, por otro, en Comisiones Obreras. Profesionalmente ingresó como profesor en la Escuela Agraria "Fraisoro", dependiente de la Diputación Foral de Guipúzcoa, de la que llegaría a ser director y en la que ejercería durante 18 años. A partir de 1987, presidió durante dos legislaturas el Comité de Trabajadores de la Diputación Foral de Guipúzcoa.
Fue candidato por Guipúzcoa en las elecciones al Parlamento Vasco de 1984 por la coalición Auzolan (integrada por LKI, LAIA y Nueva Izquierda, una escisión navarra de Euskadiko Ezkerra, y apoyada por EMK), sin resultar elegido. Más tarde ingresó en Izquierda Unida-Ezker Batua y, en 1995 fue el cabeza de lista de dicha formación a la alcaldía de San Sebastián, siendo elegido concejal, el único de Ezker Batua en dicha legislatura. En las siguientes elecciones municipales (1999) no revalidó su acta de concejal.
Cabeza de lista de Ezker Batua por Guipúzcoa a las elecciones al Parlamento Vasco de 2001 y 2005, resultó elegido en ambas ocasiones, siendo miembro del Parlamento Vasco entre 2001 y 2009. Ocupó el puesto de portavoz de su grupo parlamentario desde enero de 2002, cuando sustituyó a Javier Madrazo, hasta 2009. En las elecciones de 2009 renunció a presentarse (ocupó testimonialmente el último puesto de la lista por Guipúzcoa). Además, durante esos años ejerció como coordinador de Ezker Batua-Berdeak en Guipúzcoa y miembro de la presidencia de dicho partido en Euskadi.
En las elecciones de 2009 Ezker Batua-Berdeak obtuvo un mal resultado electoral perdiendo 2 de los 3 parlamentarios vascos que tenía. Solo salió elegido Mikel Arana, sustituto de Karrera en la candidatura por Guipúzcoa. A raíz de este resultado el partido entró en una profunda crisis que llevó primero a la sustitución del coordinador general Javier Madrazo por Mikel Arana, a la marcha del sector liderado por Oskar Matute (que se convertiría en Alternatiba) y posteriormente a la división de Ezker Batua en dos sectores enfrentados, uno liderado por Madrazo y otro liderado por Arana. Durante este  proceso, Karrera como coordinador de Ezker Batua en Guipúzcoa apoyó al sector de Mikel Arana, siendo la organización de Ezker Batua en Guipúzcoa, junto con el Partido Comunista de Euskadi (PCE-EPK) y Encuentro Plural Alternativo (EPA), los grupos que conformaron el sector aranista del partido. En este pulso los aranistas acabaron perdiendo las siglas de Ezker Batua, pero obtuvieron el reconocimiento de Izquierda Unida como su referente en el País Vasco. Finalmente acabaron por crear en enero de 2012 una nueva organización política denominada Ezker Anitza, en la que Karrera se integró.